# Puntius bunau
Puntius bunau és una espècie de peix cipriniforme de la família dels ciprínids que es troba a Indonèsia.